# Amar pelos dois
Amar pelos dois [ɐˈmaɾ pəɫuʒ ˈðojʃ] (portugiesisch „Für beide lieben“) ist ein Lied, das von der portugiesischen Jazzmusikerin Luísa Sobral verfasst und von ihrem Bruder Salvador Sobral interpretiert wurde. Dieser konnte damit beim Eurovision Song Contest 2017 erstmals den Sieg für Portugal erzielen.

## Hintergrund
Seit dem 5. Dezember 2016 stand fest, dass Luísa Sobral als Komponistin für den portugiesischen Vorentscheid Festival da Canção 2017 beauftragt werde. Am 18. Januar 2017 wurde bekanntgegeben, dass ihr Bruder Salvador ihr Lied Amar pelos dois singen werde. Sobral trat im ersten Halbfinale am 19. Februar 2017 auf und qualifizierte sich für das am 5. März stattfindende Finale. Dieses gewann er als Sieger der Juryabstimmung und ebenfalls als Sieger im Televoting, dem Publikumsentscheid. Offiziell veröffentlicht wurde der Song am 10. März 2017.

## Komposition
Salvador Sobral beschreibt im von seiner Schwester Luísa geschriebenen Lied Amar pelos dois eine verlorene Liebe und den Versuch, sie wiederzuerlangen. Er bittet die angesprochene Person mehrfach darum, wieder zu ihm zurückzukehren („Peço que regresses, que me voltes a querer“; Ich flehe dich an, zurückzukehren und mich wieder zu lieben). Sobral hat das Lied für den Bruder mit der Absicht verfasst, ihm ein schönes Lied zu schreiben, ohne auf den Erfolg zu schauen. Das Lied sollte unbedingt in Portugiesisch gehalten werden, um die Schönheit der Sprache und die Identifikation mit dem Land wiederzugeben.
Die Instrumentierung in Amar pelos dois beschränkt sich auf Streichinstrumente und ein Klavier. Hintergrundgesang wird nicht verwendet, es ist lediglich der Sänger zu hören. Salvador Sobral selbst sagte, dass das Lied an das Great American Songbook angelehnt sei. Charakteristisch für das Lied ist der 6/8-Takt, der das Lied bei 92 BPM langsam wirken lässt, die simple und klassische Instrumentierung und das Auftreten des Sängers.

## Beim Eurovision Song Contest
Portugal wurde am 31. Januar 2017 der ersten Hälfte des ersten Halbfinales zugelost; am 31. März 2017 wurde die Startreihenfolge veröffentlicht. Salvador Sobral schaffte mit seinem Lied Amar pelos dois am 9. Mai von Startnummer 9 aus den Finaleinzug für den 13. Mai 2017. Bei den Buchmachern war Portugal zusammen mit Italien und Bulgarien einer der Favoriten auf den Sieg.
Der Titel erhielt sowohl von den Jurys als auch von den Zuschauern je die höchste Punktsumme.
Nachdem seine Schwester ihn bereits bei den Halbfinalproben vertreten hatte, sangen beide das Lied nach dem Sieg im Finale zusammen.
Beim Eurovision Song Contest des Folgejahres in Lissabon sang Sobral Amar pelos dois im Duett mit dem brasilianischen Singer-Songwriter Caetano Veloso, den er als eines seiner größten Vorbilder bezeichnet. Für Sobral war es der erste öffentliche Auftritt nach seiner Herztransplantation vom Dezember 2017.

## Coverversionen
Einen Tag nach dem Finale des Eurovision Song Contest 2017 veröffentlichte Alexander Rybak (ESC-Sieger von 2009) eine englischsprachige Version des Songs. 2018 veröffentlichte Karin Bachner mit Richard Oesterreicher eine Wienerlied-Version unter dem Titel „Liebe genug für uns zwei“.

## Chartplatzierungen
| ChartsChartplatzierungen     | Höchstplatzierung | Wochen |
| ---------------------------- | ----------------- | ------ |
| Deutschland (GfK)            | 43 (1 Wo.)        | 1      |
| Österreich (Ö3)              | 22 (1 Wo.)        | 1      |
| Portugal (AFP)               | 1 (14 Wo.)        | 14     |
| Schweiz (IFPI)               | 6 (1 Wo.)         | 1      |
| Vereinigtes Königreich (OCC) | 97 (1 Wo.)        | 1      |